# Saint-Aignan (Ardenas)
Saint-Aignan es una comuna francesa situada en el departamento de Ardenas, en la región de Gran Este.

## Demografía
| 187 | 178 | 146 | 145 | 146 | 150 | 154 |
| Para los censos de 1962 a 1999 la población legal corresponde a la población sin duplicidades (Fuente: INSEE [Consultar]) |     |     |     |     |     |     |